# Litteris Sacrum
De Koninklijke Toneelvereniging Litteris Sacrum is een toneelgezelschap in de Nederlandse stad Leiden. Het is het oudste koninklijke toneelgezelschap van Nederland.

## Geschiedenis
De vereniging "Litteris Sacrum" (Latijn voor 'Gewijd aan de Letteren') is opgericht op 20 februari 1856 met als doel de bevordering van de 'uiterlijke welsprekendheid' van schoolonderwijzers. Zij kwam voort uit een vereniging van onderwijzers aan de Waalse Franstalige school te Leiden, die van 1842 tot 1852 bestond onder dezelfde naam. Net als die voorganger richtte het nieuwe Litteris zich voornamelijk op het aankweken van de spreekvaardigheid onder haar leden. Dat gebeurde onder meer door het organiseren van voordrachtsavonden voor en door de leden.
Vanaf de jaren 1870 ontwikkelt Litteris zich steeds meer tot een toneelgezelschap. Dat begint met uitvoeringen van 'dramatische poëzie' en andere serieuze teksten uit het toenmalige rederijkersrepertoire. Later worden ook blijspelen en kluchten niet geschuwd. Tegen de tijd van haar 50-jarig bestaan in 1906 heeft Litteris zich ontwikkeld tot een succesvol en gewaardeerd bespeler van de Leidse Schouwburg.
In de jaren na het 50-jarig bestaan in 1906 komt Litteris steeds meer met moderne, vaak buitenlandse stukken voor de dag, zowel drama als blijspel. De voordrachtsavonden verdwijnen. 
Bij haar 75-jarig bestaan in 1931 ontvangt Litteris het predicaat 'Koninklijk'. Vijf jaar later - na de luisterrijke viering van het 80-jarig bestaan - is men genoodzaakt het aantal opvoeringen terug te brengen. Op 21 april 1941 heft Litteris zich op, om te voorkomen dat de vereniging zou moeten voldoen aan de eisen van de door de Duitse bezetter ingestelde Nederlandsche Kultuurkamer. Direct na de oorlog wordt de vereniging heropgericht. Het aantal donateurs en leden steeg. In 1956 vierde de vereniging haar 100-jarig bestaan.
Eén van de bekendere vooroorlogse leden was de schrijver Leonard Roggeveen.

## Activiteiten
De vereniging heeft een achttiental leden (stand 2015) en heeft haar thuisbasis in buurtcentrum De Kooi. Litteris Sacrum verzorgt één à twee producties per jaar, waarvan de voorstellingen tegenwoordig plaatsvinden in Theater Ins Blau.